# 1966-os magyar asztalitenisz-bajnokság
Az 1966-os magyar asztalitenisz-bajnokság a negyvenkilencedik magyar bajnokság volt. A bajnokságot március 11. és 13. között rendezték meg Budapesten, a Nemzeti Sportcsarnokban.

## Eredmények
| Versenyszám  | Arany                                               | Arany | Ezüst                                                                    | Ezüst | Bronz | Bronz |
| ------------ | --------------------------------------------------- | ----- | ------------------------------------------------------------------------ | ----- | --- | ----- |
| Férfi egyéni | Harangi Sándor Bp. Vörös Meteor                     |       | Rózsás Péter BVSC                                                        |       | Pigniczki László Bp. SpartacusKocsis Gyula Csepel SC                                                                                         |       |
| Női egyéni   | Lukács Attiláné 31. sz. Építők                      |       | Kóczián Éva Bp. Vörös Meteor                                             |       | Papp Angéla Statisztika Petőfi SCFaludi Júlia 31. sz. Építők                                                                                 |       |
| Férfi páros  | Harangi Sándor, Rózsás Péter Bp. Vörös Meteor, BVSC |       | Pigniczki László, Faházi János Bp. Spartacus, Bp. Vörös Meteor           |       | Papp József, Kocsis Gyula Aknamélyítő Bányász, Csepel SCBerczik Zoltán, Harcsár István BVSC, VM Közért                                       |       |
| Női páros    | Lukács Attiláné, Faludi Júlia 31. sz. Építők        |       | Vörös Gabriella, Zacher Gizella Bp. Vörös Meteor, Ferencvárosi TC        |       | Kóczián Éva, Jurikné Heirits Erzsébet Bp. Vörös Meteor, Ferencvárosi TCMaklári Emőke, Kisházi Beatrix Ferencvárosi TC, Statisztika Petőfi SC |       |
| Vegyes páros | Rózsás Péter, Lukács Attiláné BVSC, 31. sz. Építők  |       | Faházi János, Jurikné Heirits Erzsébet Bp. Vörös Meteor, Ferencvárosi TC |       | Harangi Sándor, Kóczián Éva Bp. Vörös MeteorPigniczki László, Faludi Júlia Bp. Spartacus, 31. sz. Építők                                     |       |